# Christy Marx
Christy Marx (b c.1952) cresceu em Danville, Illinois e é uma escritora americano e uma fotógrafa. Ela já escreveu roteiros para vários episódios de séries de TV, principalmente para programas infantis, incluindo Jem e as Hologramas, As Tartarugas Mutantes Ninjas, Conan the Adventurer, GI Joe, Hypernauts, Captain Power and the Soldiers of the Future e outros. Ela é conhecida por sua série de quadrinhos Sisterhood of Steel, bem como trabalhou em Conan, Red Sonja, e Elfquest.
Ela também é uma designer de jogos, fazendo sua estreia com Conquests of Camelot e seguindo com Conquests of the Longbow. Ela escreveu o jogo biblíco The Legend of Alon D'ar para o console de PlayStation 2, e tem trabalhado no console para PC, e jogos MMO. Ela escreveu o episódio Grail de Babylon 5, que, como Camelot, tem a ver com a descoberta do Santo Graal.
Em 2000, Marx ganhou o Animation Writers Caucus Animation Award do Writers Guild of America, por suas contribuições para o campo da escrita de animação.
A vilão de Jem, Eric Raymond foi baseado no seu irmão.
Seu marido, Peter Ledger, foi o ilustrador de Conquests of Camelot e Sisterhood of Steel.
Em junho de 2012, foi anunciado que Marx estaria escrevendo algo relacionado a personagem principal de Amethyst, Princess of Gemworld.

## Ligações Externas
- Christy Marx. no IMDb.
- Sítio oficial no MobyGames